# Noord-Macedonië op het Eurovisiesongfestival 2021
Noord-Macedonië nam deel aan het Eurovisiesongfestival 2021 in Rotterdam, Nederland. Het was de 20ste deelname van het land aan het Eurovisiesongfestival. MRT was verantwoordelijk voor de Macedonische bijdrage voor de editie van 2021.

## Selectieprocedure
Net als de voorgaande jaren koos de openbare omroep voor een interne selectie. Op 20 januari 2020 maakte MRT bekend dat zanger Vasil namens het land zou deelnemen aan het Eurovisiesongfestival 2021. Eerder was hij ook geselecteerd als Macedonische kandidaat voor het Eurovisiesongfestival 2020. Dat festival werd evenwel geannuleerd vanwege de COVID-19-pandemie. Zijn bijdrage, die als titel Here I stand kreeg, werd op 11 maart 2021 gepresenteerd aan het grote publiek.

## In Rotterdam
Noord-Macedonië trad aan in de eerste halve finale, op dinsdag 18 mei 2021. Vasil was als zesde van zestien acts aan de beurt, net na Montaigne uit Australië en gevolgd door Lesley Roy uit Ierland. Noord-Macedonië eindigde uiteindelijk op de vijftiende en voorlaatste plaats, met amper 23 punten. Hiermee wist het land zich niet te plaatsen voor de finale.
1998 · 1999 · 2000 · 2001 · 2002 · 2003 · 2004 · 2005 · 2006 · 2007 · 2008 · 2009 · 2010 · 2011 · 2012 · 2013 · 2014 · 2015 · 2016 · 2017 · 2018 · 2019 · 2020 · 2021 · 2022 · 2023-2025
Albanië · Australië · Azerbeidzjan · België · Bulgarije · Cyprus · Denemarken · Duitsland · Estland · Finland · Frankrijk · Georgië · Griekenland · Ierland · IJsland · Israël · Italië · Kroatië · Letland · Litouwen · Malta · Moldavië · Nederland · Noord-Macedonië · Noorwegen · Oekraïne · Oostenrijk · Polen · Portugal · Roemenië · Rusland · San Marino · Servië · Slovenië · Spanje · Tsjechië · Verenigd Koninkrijk · Zweden · Zwitserland